# Дворец Мирув в Ксёнже-Вельки
Дворец Мирув в Ксёнже-Вельки (пол. Pałac Mirów w Książu Wielkim) — резиденция рода Мышковских, построенная в XVI веке в селе Ксёнж-Вельки в гмине Ксёнж-Вельки Мехувского повята Малопольского воеводства в Польше. С 1949 года во дворце располагаются музей и аграрная школа.

## История
Дворец был построен в 1585—1595 гг. по проекту итальянского архитектора Санти Гуччи. Заказчиком был краковский епископ Петр Мышковский и его тезка, племянник и наследник Петр Мышковский, который позже исполнял обязанности войницкого каштеляна. Дворец построили на прямоугольном плане с ризалитами на оси обоих фасадов и боковыми пристройками, внутри которых находились лестницы. Дворец, вместе с часовней и библиотекой, размещался на вытянутой прямоугольной террасе, завершавшейся парой бастионов в западных углах со стороны города. На склоне, в направлении города был обустроен геометрический сад с террасным планированием, который не сохранился до нашего времени. Первый и второй этажи были украшены однородной рустикой — такой же, как в часовне Мышковских при Доминиканском костеле в Кракове. Обрамление окон было украшено гербом Ястршембец, которым пользовались Мышковские.
С 1601 года существовала Пиньчувская ординация, а дворец «на Мируве» (название происходит от более старой усадьбы рода Мышковских в Мируве) служил одной из ее главных усадеб. В 1729 году, после смерти последнего представителя рода Мышковских, имущество перешло в собственность рода Велопольских.
Раньше дворец был увенчан крышей с фронтонами, похожими на существующие поныне над боковыми павильонами. В 1809 году Франциск Велопольский поручил архитектору Юзефу Леброни осуществить перестройку, устранив ренессансные фронтоны. По заказу Александра Велопольского в 1841—1846 годах был надстроен третий этаж из центрального ризалита в стиле берлинской неоготики. Эта реконструкция была осуществлена, в том числе архитектором Карлом Кремером по проекту, разработанным Фридрихом Августом Штюлером из Берлина.
Во дворце жили до 1945 года.
После 1949 года он был отреставрирован после повреждений, нанесённых во время Второй мировой войны, и с того времени в нём размещались учебные заведения.

## Галерея

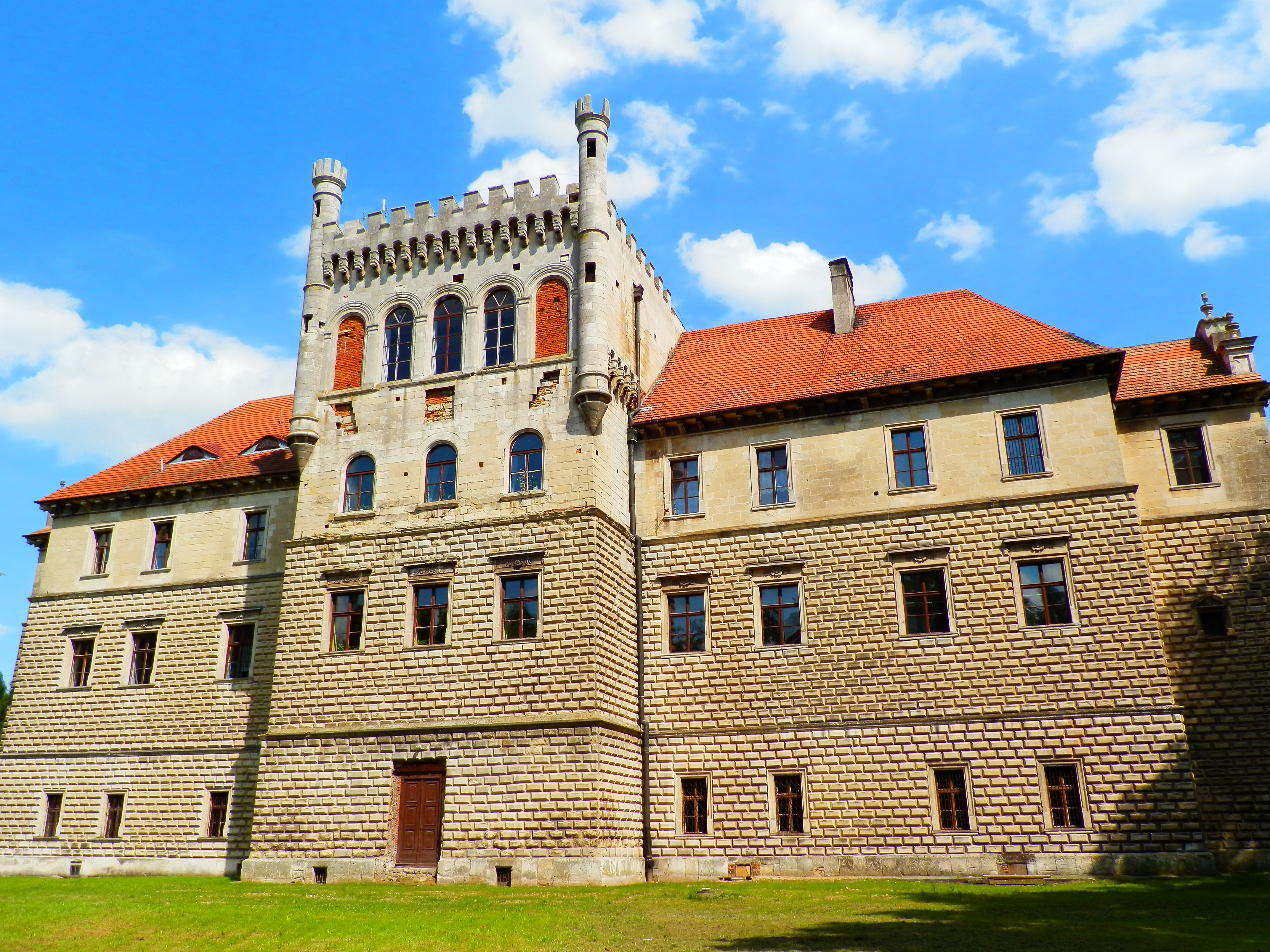
Вид дворца
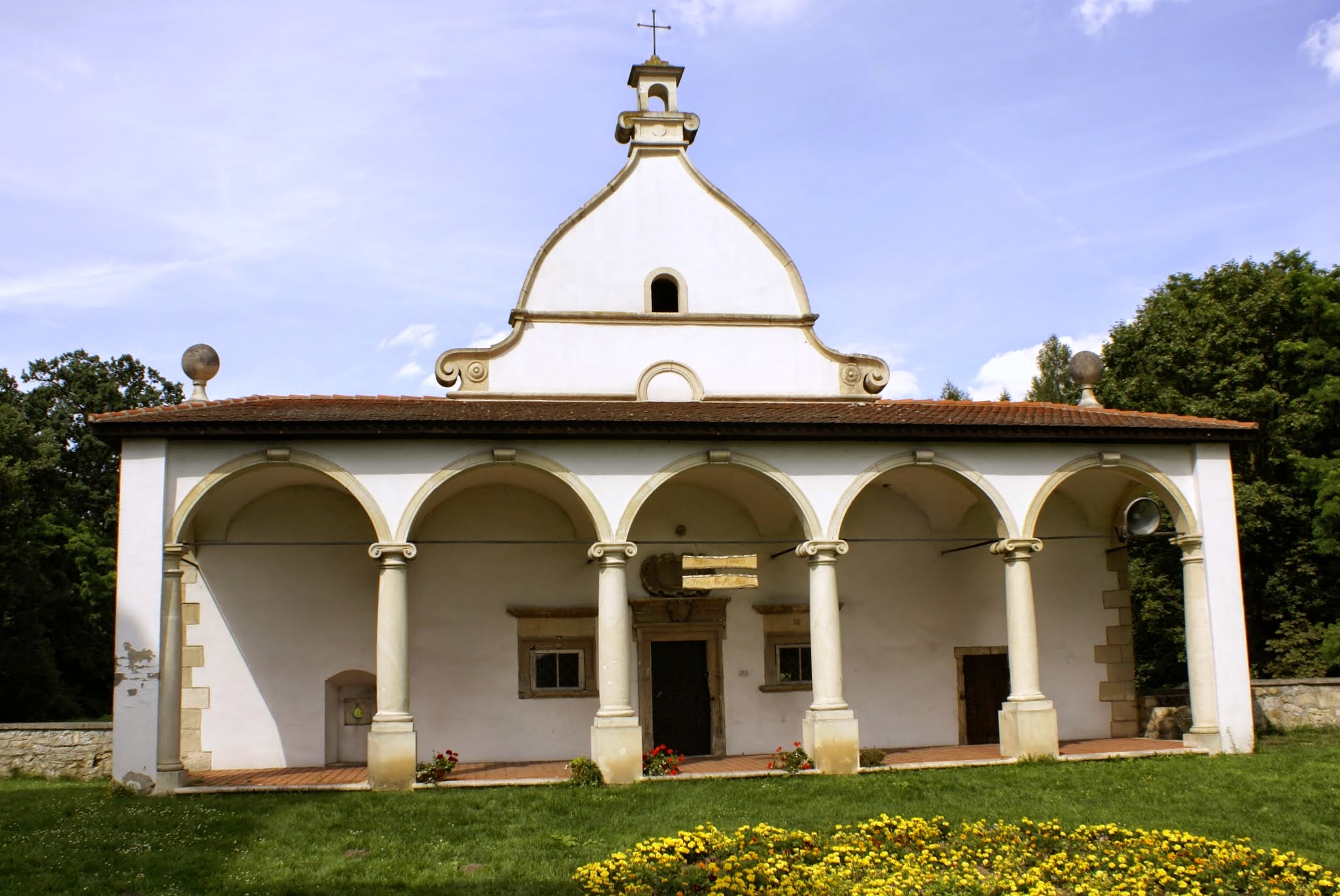
Дворцовая часовня
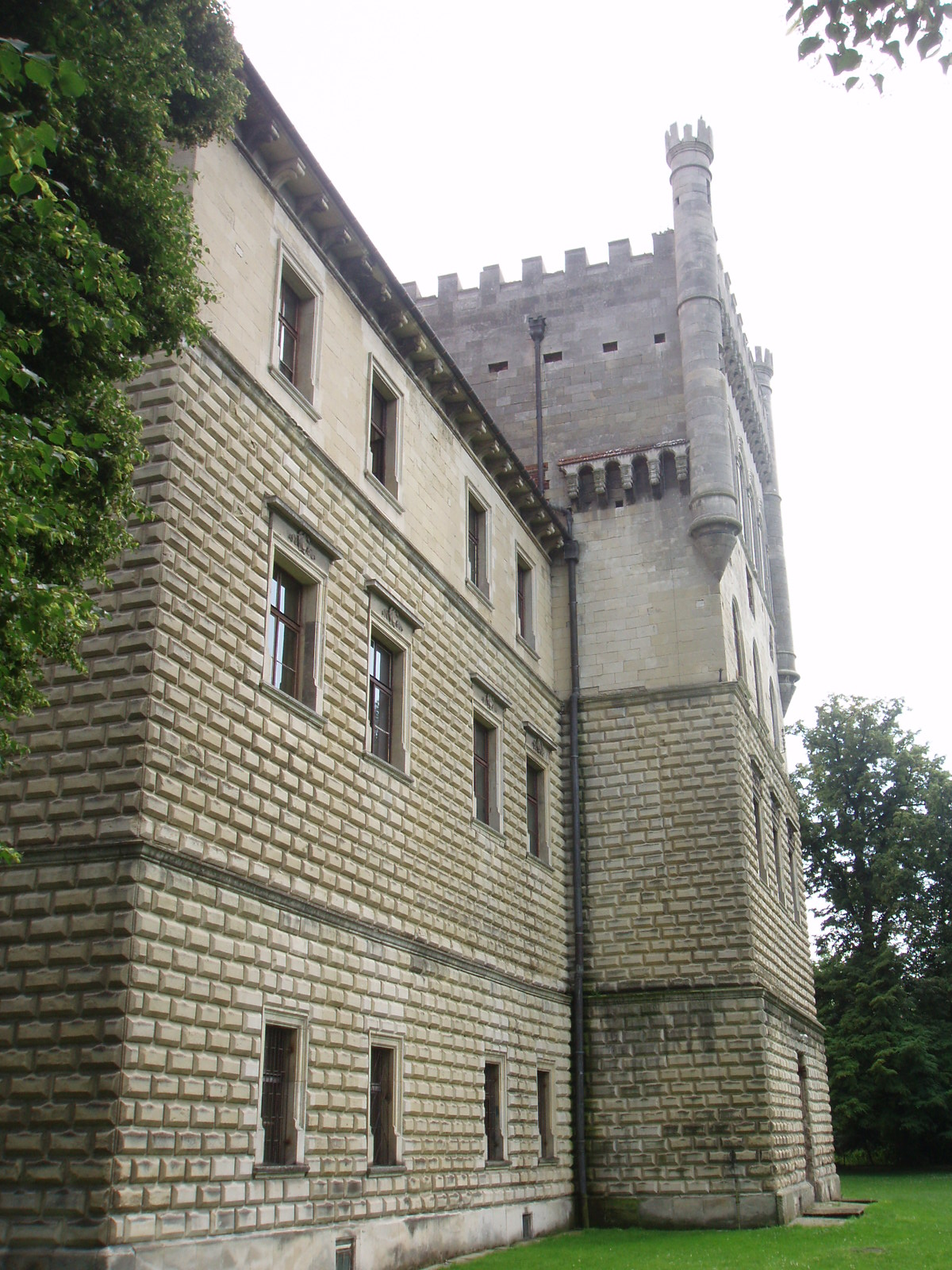
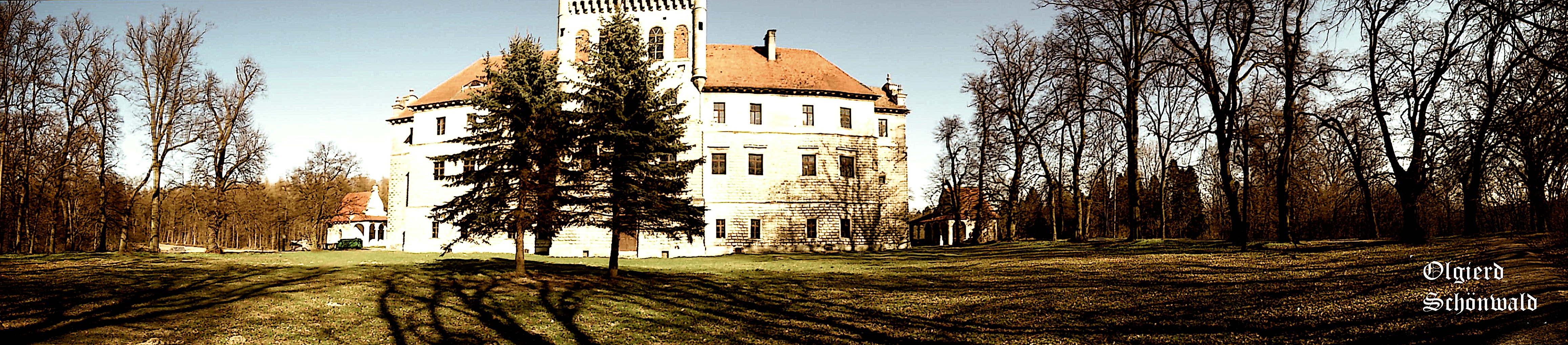